# División Intermedia (Callao) 1939
La División Intermedia del Callao, fue la octava edición del campeonato del año de 1939. La División Intermedia, fue la segunda categoría del fútbol del Callao, debajo de la Primera División Provincial del Callao. 

## Historia
En la temporada 1939, inicialmente, se otorgó un único ascenso al mejor equipo del torneo. Con ello, su participación en la Primera División Provincial del Callao de la siguiente temporada.
En la presente edición lo integra los equipos descendidos de la Primera División Provincial del Callao: Porteño F.B.C. y el Unión Buenos Aires. Adicionalmente los esquipos ascendidos de la Segunda División Provincial: Alianza Tucumán y el San Lorenzo de Almagro.
La diferencia de este campeonato con los otros anteriores ediciones, es que luego de varias fechas, se paralizó. La razón principal fue la escasez  de escenarios y de la falta infraestructura deportiva. Por tal motivo, los equipos participantes se mantedrán en la categoría para la siguiente temporada. Al final no hubo ascensos y descensos en este año.     

## Equipos participantes
Grupo A
- Porteño
- Sporting Bellavista
- Deportivo Corsario
- Sportivo Águila
- Real Felipe
- Atlético Roma
- Atlético América
- San Lorenzo de Almagro

Grupo B
- Unión Buenos Aires
- Atlético Excelsior
- Santiago Rossell
- Unión Zorrilla
- Boca Juniors Callao
- KDT Nacional
- Alianza Tucumán
- Unión La Perla

## Nota
- En 1936, se reestablece el torneo de la Segunda División Provincial del Callao.
- Del 1935 a 1940, la Tercera División Provincial del Callao se mantuvo sin operar.
- En la Primera División Provincial del Callao de 1939, no hubo descenso.